# Claude Gatignol
Pour les articles homonymes, voir Gatignol.
Claude Gatignol est un homme politique français, né le 20 novembre 1938 à Saint-Julien-près-Bort (Corrèze), membre de l'UMP.

## Biographie
Il naît dans une famille de commerçants itinérants en draps, qui se sédentarisent à La Ferté-Macé (Orne) et suit une éducation catholique, puis des études à l'École nationale vétérinaire de Toulouse en 1957. Sa thèse vétérinaire en poche (Syndrome salivaire paradoxal chez le chien, Toulouse, 1962), il s'engage comme élève officier au Service biologique et vétérinaire de l’armée, puis en 1961 passe vingt mois en Algérie, comme lieutenant dans une compagnie de méharistes.
Il devient assistant vétérinaire à Lisieux puis à Falaise où il soigne des chevaux de grandes écuries de courses. Il s'installe enfin à Valognes où il se marie en 1966 et se met à son compte.
Il s'inscrit aux Républicains indépendants, et entre en 1977 au conseil municipal de Valognes à l'invitation du député gaulliste Pierre Godefroy dont il devient le premier adjoint. Suppléant à l'Assemblée nationale à partir de 1978, il lui succède au conseil général de la Manche en 1979, puis comme député en 1988 quand celui-ci décide de se retirer.
Comme adjoint municipal, conseiller général puis député, il accompagne la constitution du pôle nucléaire dans sa circonscription, avec l'usine de retraitement de la Hague et la centrale nucléaire de Flamanville. Fervent défenseur de cette énergie, il a été également l'un des plus vigoureux acteurs du choix définitif d'EDF quant au choix du site de Flamanville pour le futur réacteur EPR.
Passé au Parti populaire pour la démocratie française, il participe auprès d'Alain Madelin à la création du Club Idées Action et de Démocratie Libérale en 1997. Il intègre l'UMP en 2002.
En 1993, il cosigne avec quelque 140 parlementaire la proposition de loi de Roland Nungesser destinée à rétablir la peine de mort en France. Il revendique son choix avant tout comme « une position individuelle plutôt qu'une prescription d'un groupe politique ». Dans un monde qu'il juge « sans références, sans points de repère, fruit des années 1968 », il estime que la peine de mort « assurerait un meilleur équilibre social », apaiserait le « sentiment d'inquiétude » qu'il a perçu chez ses électeurs et serait, pour les condamnés à la guillotine, « plus douce » que 30 ans ou plus à l'ombre « dans une prison dont on sort dénué de toute capacité de rééducation sociale ».
Fin 2005, une plainte auprès du procureur de la République accuse Claude Gatignol d'avoir utilisé à son compte personnel 10 000 € du Fonds de développement économique de l'après-chantier de la Hague (FDEACH), qu'il a présidé jusqu'en 2004. Malgré le remboursement de la somme, les militants UMP de la Manche choisissent d'investir Jean-Louis Valentin pour la quatrième circonscription de la Manche, mais la direction nationale du parti lui préfère le député sortant. Furieux pour ce qui selon lui montre un mépris pour les militants, Jean-François Le Grand, sénateur et président du conseil général de la Manche, choisit de se mettre en congé de l'UMP. L'instruction de la plainte s'est soldée par un non-lieu en juillet 2007.
Il est élu député le 17 juin 2007, pour la XIIIe législature (2007-2012), dans la 4e circonscription de la Manche.
Vice-président de l'office parlementaire d'évaluation des choix scientifiques et technologiques, il prend position en faveur des OGM, qu'il estime être une source de progrès scientifique. Selon Le Canard enchaîné du 23 avril 2008, son discours lors du débat sur les OGM à l'Assemblée est inspiré voire influencé par le lobby pro OGM, en particulier Monsanto est cité dans l'article. En 2010 à l'occasion de la discussion de la loi Grenelle II, il est co-rapporteur avec le sénateur UMP Jean-Claude Étienne, d'un rapport sur « les pesticides et la santé » critiqué dans la presse car il soutient que les risques pour la santé de l'exposition aux pesticides sont surestimés et prédit une fragilisation de l'agriculture française si la réduction demandée au secteur est trop brutale,.
Il fait partie des parlementaires auxquels la banque Groupama a offert des séjours cynégétiques en forêt de Fontainebleau.
En 2011, il se distingue en défendant le gaz de schiste à l'Assemblée nationale.
Après la disparition de sa circonscription lors du redécoupage électoral de 2010, auquel il s'est opposé, il menace de se présenter en dissident dans la nouvelle circonscription de Coutances-Valognes avant d'y renoncer pour soutenir l'ancien cadre UMP Éric de la Forcade, également dissident, tout en souhaitant « une majorité parlementaire pour François Hollande ». Dans un entretien publié par La Manche libre du 4 octobre 2008, M. Gatignol déclarait : « Ce qu'il y a de trop sur le plan électoral, ça n'est pas la 4e ou la 5e circonscription de la Manche, c'est le Conseil général qui coûte bien trop cher à la collectivité », critique que M. Gatignol  n'avait jamais formulée pendant les vingt-cinq qu'il y siégea.

## Mandats
- 10/03/1977 - 01/03/1983 : Premier adjoint au Maire de Valognes (Manche)
- 26/03/1979 - 17/03/1985 : Conseiller général de la Manche
- 07/03/1983 - 12/03/1989 : Premier adjoint au Maire de Valognes
- 18/03/1985 - 29/03/1992 : Conseiller général de la Manche
- 06/06/1988 - 01/04/1993 : Député de la 4e circonscription de la Manche
- 18/03/1989 - 18/06/1995 : Premier adjoint au Maire de Valognes
- 30/03/1992 - 22/03/1998 : Conseiller général de la Manche
- 02/04/1993 - 21/04/1997 : Député
- 28/03/1994 - 22/03/1998 : Vice-Président du Conseil général de la Manche
- 18/06/1995 - 18/03/2001 : Conseiller municipal de Valognes
- 01/06/1997 - 18/06/2002 : Député
- 23/03/1998 - 28/03/2004 : conseiller général et Vice-Président du Conseil général de la Manche
- 16/06/2002 - 19/06/2007 : Député - Vice-Président de l'Office parlementaire d'évaluation des choix scientifiques et technologiques et président du groupe d'études sur les énergies à l'Assemblée nationale
- 26/06/2007 - 25/06/2012 : Député

## Décorations
- Chevalier de la Légion d'honneur
- Chevalier de l'ordre du Mérite agricole
- Croix du combattant
- Médaille de reconnaissance de la Nation avec agrafe « Afrique du Nord »
- Médaille commémorative des opérations de sécurité et de maintien de l'ordre avec deux agrafes
- Médaille des anciens de la Légion étrangère

## Source partielle
- Claude Gatignol, un député plein d’énergie, François Gervais, CNISF-Horizons politiques, mars 2006 Article en ligne